# Lettország autópályái
Ez a szócikk Lettország autópályáit sorolja fel.
| Autópálya | Érintett települések                                              | Teljes hossz | Térkép |
| --------- | ----------------------------------------------------------------- | ------------ | ------ |
|           | Rīga – Ainaži                                                     | 101,2 km     |        |
|           | Rīga – Sigulda – Veclaicene – Észtország                          | 195,6 km     |        |
|           | Inčukalns – Valmiera – Valka – Észtország                         | 122,1 km     |        |
|           | Rīga (Baltezers – Saulkalne)                                      | 20,4 km      |        |
|           | Rīga (Salaspils – Babīte)                                         | 40,3 km      |        |
|           | Rīga – Daugavpils – Krāslava – Paternieki – Fehéroroszország      | 307 km       |        |
|           | Rīga – Bauska – Grenctāle – Litvánia                              | 85,1 km      |        |
|           | Rīga – Jelgava – Meitene – Litvánia                               | 76,2 km      |        |
|           | Rīga – Skulte – Liepāja                                           | 198,4 km     |        |
|           | Rīga – Ventspils                                                  | 188,6 km     |        |
|           | Liepāja – Rucava – Litvánia                                       | 53,4 km      |        |
|           | Jēkabpils – Rēzekne – Ludza – Terehova – Oroszország              | 166,2 km     |        |
|           | Oroszország – Grebņeva – Rēzekne – Daugavpils – Medumi – Litvánia | 163,4 km     |        |
|           | Daugavpilsi kerület (Tilti – Svente – Kalkūni)                    | 15,8 km      |        |
|           | Rēzekne                                                           | 7,1 km       |        |

## Fordítás
Ez a szócikk részben vagy egészben  a   List of National Roads in Latvia című angol Wikipédia-szócikk fordításán alapul.  Az eredeti cikk szerkesztőit annak laptörténete sorolja fel. Ez a jelzés csupán a megfogalmazás eredetét és a szerzői jogokat jelzi, nem szolgál a cikkben szereplő információk forrásmegjelöléseként.